# Аутофобия
Аутофобия (от др.-греч. αὐτός «сам» и φόβος «страх») — патологическая боязнь одиночества.
Проявления:
- Внутреннее беспокойство,
- Духовная пустота,
- Скука,
- Неумиротворённость.

Обычно такое чувство возникает, когда человек находится один и всегда пытается себя чем-то занять, но часто бесполезно.
В психотерапии объясняется отсутствием эмоциональной и физической связи с родителем (родителями), особенно в детстве (другими словами присутствием психологической травмы). Психосоматическое проявление может быть в форме нейродермита.
В парадигме гештальта аутофобия трактуется как нарциссическое расстройство и может быть проработана в течение, в среднем, 2—3 лет.
Могут так же возникать панические атаки, нервные срывы, депрессия.
При развитии у человека аутофобии может развиваться патологическая ревность, а также эгоизм. Боязнь заводить друзей/отношения.
Возникает из-за:
- Отсутствие контакта с окружающей средой.
- Детская травма/отсутствие внимания со стороны родителей.
- Предательство, ложь, неуверенность.

Для лечения аутофобии нужно обратиться к психотерапевту.